# L’Éclipse du soleil en pleine lune
L’Éclipse du soleil en pleine lune (deutsch Die Sonnenfinsternis bei Vollmond) ist ein französischer Fantasyfilm aus dem Jahr 1907 von Georges Méliès. In Amerika wurde der Film unter dem Titel The Eclipse: Courtship of the Sun and Moon veröffentlicht.

## Handlung
Ein älterer Astronom unterrichtet seine Studenten über die bevorstehende Sonnenfinsternis. Diese erweisen ihm wenig Respekt und besudeln seinen Mantel mit Kreide. Auch schläft einer der Assistenten während des Unterrichts. Wenig später ist es so weit, der weibliche (französisch la lune) Mond schiebt sich vor die männliche Sonne (frz. le soleil). Die beiden verbringen zusammen eine kurze und leidenschaftliche Zeit, bis sie sich wieder voneinander entfernen.
Nach der Einblendung der Titelkarte "The Wandering Stars" wird gezeigt wie die Sterne und Planeten durch den Nachthimmel reisen. In einer Szene ist zu sehen wie der Mond zusammen mit dem Merkur und dem Saturn auf der Sichel des Mond schaukeln.
Die nächste Titelkarte des Films ist An unexpect Bath, hierbei fallen einige Meteoriten auf die Erde. Der Astronom fällt vor lauter Euphorie darüber aus dem Fenster in eine Regentonne. Er wird wenig später von seinen Assistenten aus dieser herausgezogen und von seinen Studenten verspottet. Bei diesem Bad in der Tonne hat sich der Astronom erkältet und fällt nach einem Streich seiner Studenten in Ohnmacht.

## Hintergrundinformationen
Die Szene der Sonnenfinsternis wird als verschlüsselte Sexszene verstanden. In dieser Szene lecken sich sowohl der Mond als auch die Sonne frivol über die Lippen.